# Gunga Din
 Gunga Din és una pel·lícula estatunidenca dirigida per George Stevens, estrenada el 1939 i doblada al català.

## Argument
Un portador d'aigua indi, Gunga Din, se sacrifica per impedir que les tropes angleses caiguin en una trampa parada per una tribu rebel.

## Repartiment
- Cary Grant: Sergent Archibald Cutter
- Victor McLaglen: Sergent 'Mac' MacChesney
- Douglas Fairbanks Jr.: Sergent Thomas 'Tommy' Ballantine
- Joan Fontaine: Emaline 'Emmy' Stebbins
- Sam Jaffe: Gunga Din
- Eduardo Ciannelli: el guru
- Montagu Love: Coronel Weed
- Robert Coote: Sergent Bertie Higginbotham
- Abner Biberman: Chota
- Lumsden Hare: Major Mitchell
- Cecil Kellaway: M. Stebbins
- Reginald Sheffield: El periodista
- Roland Varno: Tinent Markham
- Olin Francis: Fulad
- Lal Chand Mehra: Jadoo

## Nominacions
- Oscar a la millor fotografia 1940 per Joseph H. August

## Al voltant de la pel·lícula
Blake Edwards li va retre homenatge en l'escena d'obertura de La festa, el 1969, amb Peter Sellers al paper de Sam Jaffe.